# Plocopsylla phyllisae
Plocopsylla phyllisae är en loppart som beskrevs av Smit 1953. Plocopsylla phyllisae ingår i släktet Plocopsylla och familjen Stephanocircidae. Inga underarter finns listade i Catalogue of Life.